# Den Alternatief
Den Alternatief is een Belgisch bier van hoge gisting.
Het bier wordt gebrouwen in Brouwerij Alvinne te Moen of Brouwerij De Graal te Brakel door Brouwerij Het Alternatief uit Izegem.
Het is een stroblond volmout lagerbier met een alcoholpercentage van 5%.